# Velîka Medvedivka, Șepetivka
Velîka Medvedivka (în ucraineană Велика Медведівка) este un sat în comuna Hrolîn din raionul Șepetivka, regiunea Hmelnîțkîi, Ucraina.

## Demografie
Componența lingvistică a localității Velîka Medvedivka
     Ucraineană (98,06%)
     Rusă (1,77%)
     Alte limbi (0,16%)
Conform recensământului din 2001, majoritatea populației localității Velîka Medvedivka era vorbitoare de ucraineană (98,06%), existând în minoritate și vorbitori de rusă (1,77%).